# Bo Ralph
Bo Ralph (Gotemburgo, 4 de outubro de 1945) é um linguista e professor universitário sueco.

## Academia Sueca
Bo Ralph ocupa a cadeira 2 da Academia Sueca, desde 1999.